# 銀色の空
「銀色の空」（ぎんいろのそら）は、音楽バンドredballoonの3枚目のシングル。

## 解説
前作『走り出す季節』のリリースから2ヶ月でのシングル。、「銀魂」とのタイアップは「雪のツバサ」に続いて、2回目となった。初回仕様には、『銀魂』オリジナルスーパークリアアナザージャケット（シルバーカード付）仕様・キャラクターステッカー封入。

## 収録曲
全曲　作詞：井上秋緒　作曲：村屋光二　編曲：redballoon、本間昭光
1. 銀色の空
  - テレビ東京系アニメ『銀魂』第3期オープニングテーマ
  - e-radio『HotStuff』2007年5月度邦楽HotStuff embed
2. ペルソナ
3. VISION
4. 波音

## 収録アルバム
- オムニバス『銀魂BEST』（2009年03月25日）